# فرانسوا لينكه
فرانسوا لينكه (بالألمانية: François Linke)‏ هو نجار تركيبات ‏ ألماني، ولد في 17 يونيو 1855 في Jítrava ‏ في التشيك، وتوفي في 30 مايو 1946 في باريس في فرنسا.